# May Sybil Leslie

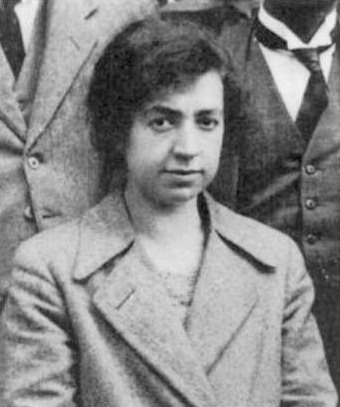
May Sybil Leslie

May Sybil Leslie (* 14. August 1887 in Woodlesford, Großbritannien; † 3. Juli 1937 in Bardsey, Großbritannien) war eine britische Chemikerin. 

## Werdegang
May Sybil Leslie kam während der Regierungszeit von Königin Victoria als Tochter von Frederick Leslie, einem Kohlebergmann und Buchhändler, und seiner Ehefrau Elizabeth, geborene Dickinson, in der ehemaligen englischen Grafschaft Yorkshire zur Welt. Sie besuchte die Schulen in Leeds und graduierte 1905 an der High School. 1908 erwarb sie einen Bachelor of Science mit Auszeichnung in Chemie an der University of Leeds und 1909 einen Master of Science für ihre Forschung mit H. M. Dawson auf dem Gebiet der Kinetik bei der Iodierung von Aceton. Auf demselben Gebiet arbeitete sie dann von 1909 bis 1911 als wissenschaftliche Mitarbeiterin mit Marie Curie in Paris zusammen. In dieser Zeit verfasste sie mehrere wissenschaftliche Artikel in Französisch über die Extraktion von neuen Elementen aus Thorium und deren Eigenschaften. Auf Empfehlung von Curie zog sie dann nach Manchester, um mit Ernest Rutherford am Physical Laboratory of the Victoria University, Manchester hinsichtlich der Eigenschaften von Thorium und Actinium zusammenzuarbeiten. Sie war dort von 1911 bis 1912 tätig. Danach unterrichtete sie von 1912 bis 1913 als Lehrerin an einer High School in West Hartlepool und von 1914 bis 1915 als Assistenzprofessorin in Chemie am University College in Bangor (Wales).
Während des Ersten Weltkrieges arbeitete Leslie an der großangelegten Herstellung von Sprengstoffen in Liverpool. In jenen Jahren genossen Frauen geringes Ansehen in der Wissenschaft und im Ingenieurwesen. Daher waren ihre beiden Anstellungen, sowohl in Bangor als auch in Liverpool, ungewöhnlich und könnten vermutlich durch den Mangel an Männern während des Krieges zu erklären sein. Sie verlor ihre Anstellung in der Sprengstoffforschung 1917, als die männlichen Ingenieure von der Front zurückkehrten.
Im Jahr 1918 erhielt sie einen Doktortitel von der University of Leeds für ihre kombinierte Arbeit auf den Gebieten vom Thorium und Sprengstoffen. Im selben Jahr wurde sie ein Demonstrator in Chemie an der University of Leeds und 1928 eine ordentliche Dozentin in Physikalischer Chemie. Während dieser Jahre konzentrierte sich Leslie bei ihrer Forschung vor allem auf die Chemie von synthetischen Farbstoffen. 1920 wurde sie Fellow der Royal Society of Chemistry.
Leslie heiratete 1923 Alfred Hamilton Burr, einen Chemiker an der University of Salford. 1929 verließ sie die University of Leeds, um bei ihrem Ehemann zu sein, und kehrte erst nach dessen Tod 1933 wieder nach Leeds zurück.

## Werke
- Leslie, M. S.: Le thorium et ses produits de désagrégation, Le Radium, 8 (10): 356, 1911, doi:10.1051/radium:01911008010035601
- Leslie, M. S.: Sur la période du radiothorium et le nombre des particules α données par le thorium et ses produits, Le Radium, 9 (8): 276, 1912, doi:10.1051/radium:0191200908027601
- Leslie, M. S.: LXI.A comparison of the coefficients of diffusion of thorium and actinium emanations, with a note on their periods of transformation, Philosophical Magazine Series 6, 24 (142): 637, 1912 doi:10.1080/14786441008637369
- Mrs. May Sybil Leslie Burr: The Alkaline Earth Metals, Griffin, 1925
- John Newton Friend; Joshua Craven Gregory; May Sybil (Leslie) Burr: Beryllium and its congeners, Griffin, 1926